# Arboviroses

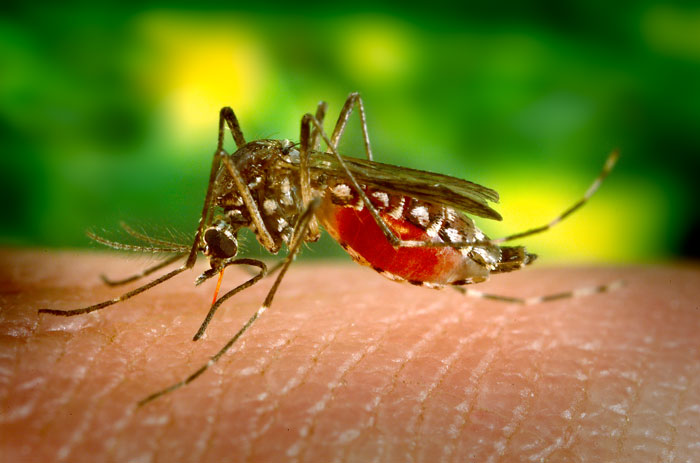
Vetor Aedes Egypti

O termo arboviroses foi criado em 1930 e se refere às doenças causadas por arbovírus, que são vírus transmitidos pela picada de artrópodos hematófagos. As arboviroses que afetam os seres humanos são, na sua maioria, classificadas como zoonoses. Nem sempre o ser humano é vital para a replicação dos vírus, sendo as modificações ecológicas e antropogênicas as principais causas para a dispersão destas arboviroses em grandes escalas.
A inserção e disseminação de cada arbovirose no ambiente depende de fatores climáticos como temperatura, ciclos hídricos e umidade. Apenas no continente Antártico ainda não há registros de arboviroses, entretanto, especialistas mostram que países tropicais são propícios para abrigar a multiplicação de vetores, o que aumenta a incidência dessas doenças.

## As principais arboviroses no Brasil
A incidência das arboviroses no Brasil é um assunto de relevância atual, pois ainda não existem imunizações preventivas para boa parte das infecções causadas por estes vetores, assim, toda a população está suscetível a adquirir algum tipo de enfermidade desta origem. Em países, como o Brasil, em que há a coexistência de várias arboviroses, o diagnóstico clínico é dificultado, o que pode levar ao agravamento e à expansão dessas doenças. As principais arboviroses já registradas no Brasil são dengue, zica, chicungunha, febre amarela, mayaro e oroupouche.

### Oroupoche
Teve seu primeiro surto urbano no Brasil em 1961. Depois da dengue foi considerada uma das arboviroses mais comuns e é uma das causas mais recorrentes de febres inespecíficas. Desde então, essa arbovirose está concentrada na Região Norte e Centro-Oeste.

### Mayaro
A arbovirose Mayaro não se adaptou ainda para a forma urbana, mas especialistas alertam para a possibilidade de um crescimento de casos em virtude da possível transmissão deste patógeno pelo mosquito Aedes. O primeiro caso de Mayaro, em solo brasileiro ocorreu em 1955, desde então, os casos se concentram no Norte e no Centro-Oeste, assim como no caso do Oropouche.

### Febre Amarela
Foi durante o século XVII que a primeira epidemia de febre amarela aconteceu no Brasil, especialmente na região nordestina. Assim, progressivamente, essa arbovirose vem se expressando em diversas reemergências. No início século XX a febre amarela urbana, aquela transmitida pelo vetor Aedes, foi relativamente controlada, entretanto, desde 1970, com a reinserção do mosquito Aedes aegypti em solo brasileiro, muito se teoriza sobre uma possível urbanização desse agravo. Desde 1930, a febre amarela silvestre, transmitida pelos mosquitos dos gêneros Haemagogus e Sabethes, vem se expressando em ciclos regulares, a cada 3-7 anos até 2017, quando houve um grande surto de febre amarela silvestre no Brasil.

### Dengue
Sendo reconhecida como a arbovirose de maior importância mundial atualmente, a dengue teve seu primeiro grande surto no Brasil em 1845, seguindo até 1923. Depois disso, devido a uma grande campanha de erradicação, o Brasil controlou relativamente este vetor até 1976, quando a dengue voltou com mais epidemias graves, em virtude do aumento das infecções por mais de um sorotipo.

### Chicungunha
No Brasil, a chicungunha teve seu primeiro surto em 2015 e a partir de então, vem se apresentando junto com a dengue e a zica como uma das maiores arboviroses do país.

### Zica
Apesar de ter sido reconhecida como um arbovirose com relevância em saúde pública no Brasil só no começo do século XXI, quando sua emergência foi correlacionada com o aumento de casos de microcefalia no Nordeste, os casos em humanos de zica datam desde 1954 na Nigéria.

## Arboviroses e desigualdades no Brasil
No Brasil, um país em desenvolvimento, é notado que as desigualdades sociais e o acesso aos sistemas de saúde influenciam nas distribuições geográficas das arboviroses. Por exemplo, regiões que abrangem grande concentração espacial de pessoas inseridas em habitações precárias podem resultar em uma aumento de incidência de arboviroses, uma vez que o nível de infraestrutura das moradias, do acesso ao saneamento básico e à água encanada tratada são fatores intimamente ligados ao aparecimento de criadouros dos vetores.

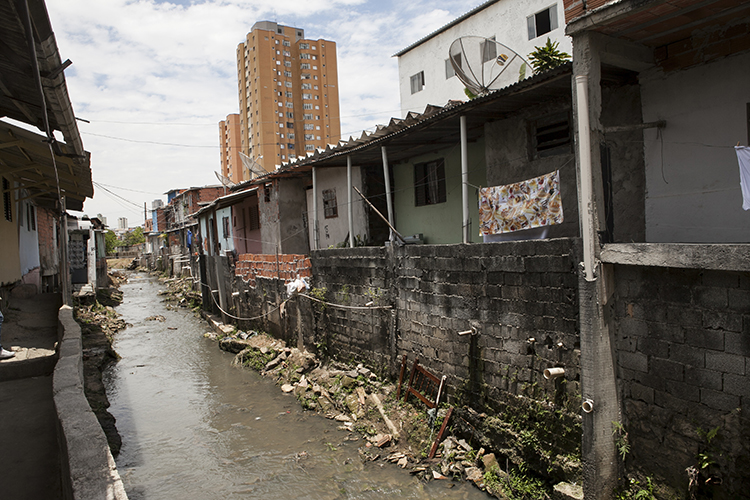
A falta de acesso ao saneamento básico colabora para a multiplicação de vetores.

É destacado que, o crescimento da incidência destas arboviroses como dengue, chicungunha e zica aumentam a demanda hospitalar brasileira devido a associação delas a novas patologias sintomáticas, como o caso das síndromes microcefalia e a de Guillain-Barré agravadas durante o período de surto da epidemia de febre zika vírus em 2015-2016, na qual deixou sequelas na população e no sistema único de saúde.
Dos mecanismos de controle e redução das arboviroses no Brasil, no caso de mosquitos, são ressaltados os métodos de transgenia, as campanhas de conscientização sobre os possíveis criadouros de vetores, a descrição dos sintomas, além do "fumacê" através de produtos químicos para diminuir a população circulante. Entretanto, os principais desafios a serem enfrentados estão relacionados com a infraestrutura nos processos de urbanização, no crescimento populacional, na degradação ambiental, nas desigualdades sociais e no acesso ao sistema de saúde para realização de tratamentos integrado conjuntamente aos sistemas de monitoramento de vigilância epidemiológica para prevenção dos possíveis surtos.

## Brasil e meio ambiente
A modificação do meio ambiente faz com que os vetores artrópodes passem por um processo chamado sinantropia, isso explica as emergências e reemergências das arboviroses recentes. Por exemplo, há estudos que mostram que a urbanização desorganizada e a modificação excessiva do meio ambiente da região amazônica, decorrida da construção de barragens e estradas no meio de florestas, propiciou a multiplicação de vetores e a emergência de arboviroses. Outro exemplo é a ocorrência de novos casos de malária onde a extensão e expansão do desmatamento pode se associar diretamente aos índices de novos casos anuais registrados em 2018.

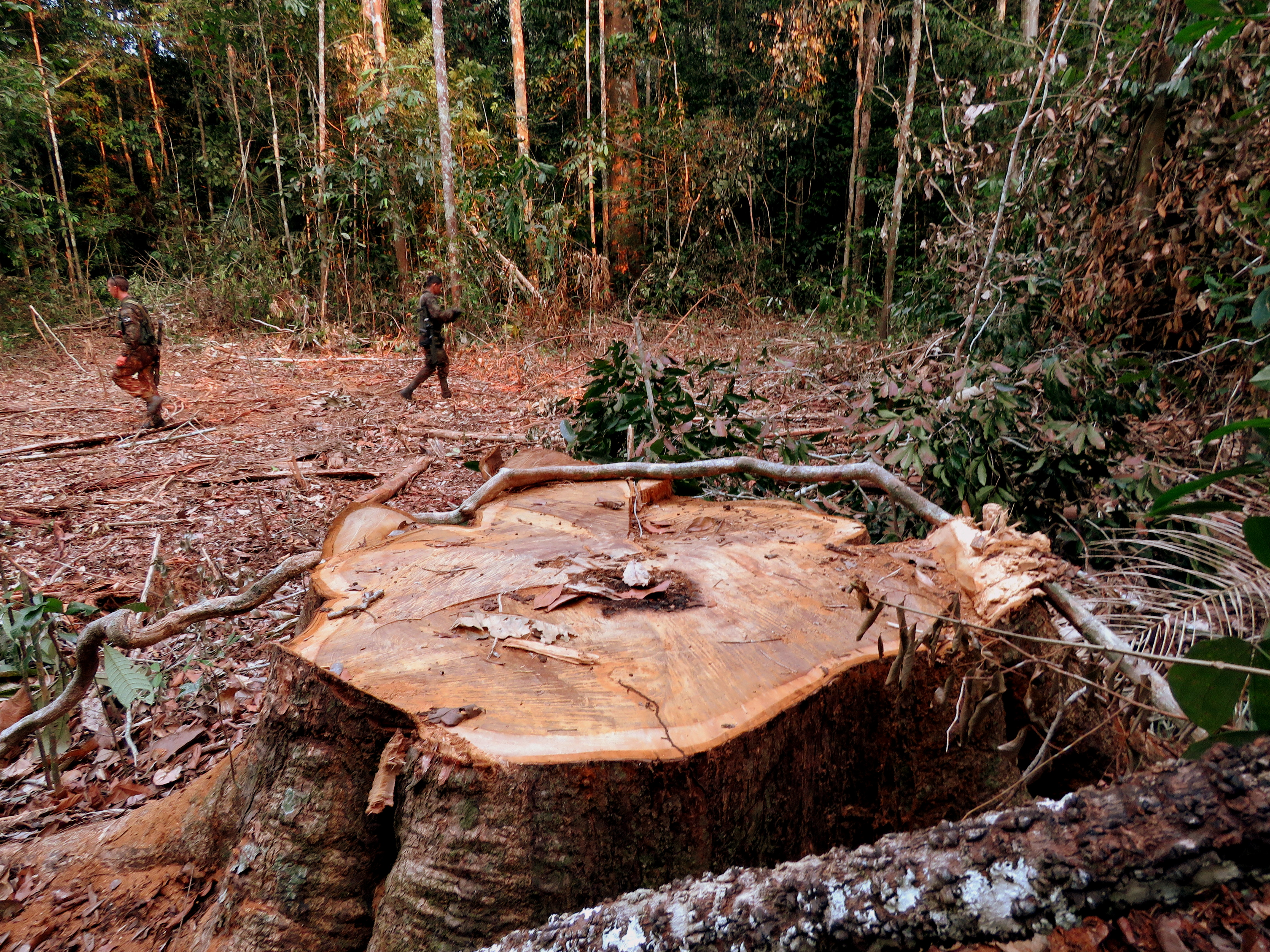
O desmatamento colabora para a disseminação das arboviroses.

As mudanças climáticas, o aquecimento global e o desmatamento, também passam a ser encaradas como contribuintes importantes no cenário das arboviroses, apresentando relevância de interesse epidemiológico e de saúde pública devido aos processos industriais, à alta demanda por recursos e aos adensamentos populacionais que modificam as interações ecossistêmicas da natureza. Essas situações interligadas ao uso e ocupação do solo e a mobilidade urbana induzem a alterações das dinâmicas de calor e chuva, influenciando na proliferação, principalmente, de mosquitos vetores devido ao acúmulo de água parada que oportuniza mais locais para desova. Também há indícios que o aumento da temperatura, influenciada por mudanças climáticas, diminui o ciclo de eclosão de ovos, ou seja, a reprodução desses vetores fica mais acelerada.
Além disso, há registros que indicam que o período necessário para que o vetor da doença passe a ser capaz de disseminá-la é influenciado pelo aumento de temperatura, ou seja, em ambientes mais quentes, os vetores conseguem infectar hospedeiros em menos tempo.